# Биатлон на Зимским олимпијским играма 2018 — потера за жене
Такмичење у дисциплини потера у женској конкуренцији на Зимским олимпијским играма 2018. у Пјонгчанг, одржано је 12. фебруара на комплексу за скијашко трчање и биатлон Алепнзија у окрузима Daegwallyeong-myeon, Pyeongchang-gun, који се налазе у Провинцији Gangwon-do у Јужној Кореји са почетком у 19.10 часова по локалном времену.
Титулу олимпијске победнице из Сочија 2014. бранила је Дарја Домрачева из Белорусије науспешнија биатлонка на Играма у Сочију са три освојене златне медаље.

## Резиме
Као победница спринта Лаура Далмајер је стартовала прва и у првом гађању погодила је све мете. Сребрна из спринта Марте Олсбу је промашила једну мету па су у између два гађања Далмајерову пратиле бронзана из спринта Вероника Виткова, а Анастасија Кузмина која је стартовала као 13. трчала је брже па је престигла Виткову и на другом гађању смањила разлику за Дајмлеровом на 10 секунди. У другом гађању Далмајерова, Кузмина и Виткова су промашиле по једну мету, а Анајс Бескон и Ирене Кадуриш, које нису промашивале, ушле су у водећу групу. На 5 км Кузмина је водила, са Далмајеровом 0,7 секунде иза, а затим Бескон и Кадаруш пола минута из ње. У првом гађању из стојећег положаја Кузмина је промашила две мете, Бескон једну, а Кадуриш три мете и испала из трке за медаље. Далмајер једина из водеће групе није промашила што јој је донело 40 секунди над Кузмином, Виткова је била трећа, а затим Бескон. Све остале застале су више од минуте. На последњом гађању, Далмајер и Бесцон нису промашивале док је Кузмина имала један промашај пласирајући се скоро минуту иза Далмајерове и секунду испред Бескон. Виткова је промашила две мете и опростила се од медаље. Остале такмичарке застале су иза Кузмине и Бескон најмање 30 секунди. Једино питање у том тренутку било је ко осваја сребрну медаљу. Кузмина и Бескон су трчали до краја, где је у финишу трке Кузмина освојила сребро, испред Бесконове која је освојила бронзу са заостаком од 2 десетинке секунде.

## Освајачи медаља
| Освајачи медаља |                    |              |  |  |  |  |
|                 |                    |              |  |  |  |  |
|                 |                    |              |  |  |  |  |
|                 |                    |              |  |  |  |  |
| Лаура Далмајер  | Анастасија Кузмина | Анајс Бескон |  |  |  |  |
| Немачка         | Словачка           | Француска    |  |  |  |  |

## Земље учеснице
Учествовале су 60 биатлонки из 24 земље 
1. Аустрија (2)
2. Белорусија (4)
3. Бугарска (1)
4. Естонија (1)
5. Италија (3)
6. Јапан (2)
7. Јужна Кореја (1)
8. Казахстан (2)
9. Канада (4)
10. Кина (1)
11. Летонија (1)
12. Немачка (4)
13. Норвешка (4)
14. Пољска (4)
15. Русија (ОАР) (2)
16. САД (1)
17. Словачка (2)
18. Словенија (1)
19. Украјина (3)
20. Финска (1)
21. Француска (4)
22. Чешка (4)
23. Швајцарска (4)
24. Шведска (4)

## Правила такмичења
Потера је дисциплина која се за жене одржава на стази на стази од 10 km. Према правилима учествује првих 60 из такмичења у спринту. У потери такмичарке почињу по пласману из трке у спринту, у временском размаку заостатка, заокруженог на целу секунду у тој трци. Гађа се 4 пута. Прва два гађања су из лежећег а последња два из стојећег става. За сваки промашај се трчи додатних 150 м у казненом кругу. Место на стрелишту је по редоследу стизања до мета.

## Резултати
Легенда: Л = лежећи став, С = стојећи став
| Пласман | Ст. бр. | Име                        | Држава       | Старт | Време   | Промашаји (Л+С) | Заостатак |
| ------- | ------- | -------------------------- | ------------ | ----- | ------- | --------------- | --------- |
|         | 1       | Лаура Далмајер             | Немачка      | 00,00 | 30:35,3 | 1 (0+1+0+0)     | –         |
|         | 13      | Анастасија Кузмина         | Словачка     | 00,54 | 31:04,7 | 4 (0+1+2+1)     | +29,4     |
|         | 19      | Анајс Бескон               | Француска    | 01,15 | 31:04,9 | 1 (0+0+1+0)     | +29,6     |
| 4.      | 2       | Марте Олсбу                | Норвешка     | 00,24 | 31:42,6 | 4 (1+2+0+1)     | +1:07,3   |
| 5.      | 7       | Хана Еберг                 | Шведска      | 00,41 | 31:44,2 | 3 (1+2+0+0)     | +1:08,9   |
| 6.      | 21      | Дениз Херман               | Немачка      | 01,20 | 31:54,7 | 2 (1+0+0+1)     | +1:19,4   |
| 7.      | 3       | Вероника Виткова           | Чешка        | 00,26 | 32:12,6 | 3 (0+1+0+2)     | +1:37,3   |
| 8.      | 26      | Лена Хеки                  | Швајцарска   | 01,34 | 32:16,8 | 3 (1+1+1+0)     | +1:41,5   |
| 9.      | 24      | Тирил Екхоф                | Норвешка     | 01,26 | 32:23,1 | 5 (0+2+3+0)     | +1:47,8   |
| 10.     | 27      | Мона Брорсон               | Шведска      | 01,36 | 32:29,8 | 1 (0+0+1+0)     | +1:54,5   |
| 11.     | 6       | Лиза Витоци                | Италија      | 00:41 | 32:34.6 | 4 (1+2+0+1)     | +1:59.3   |
| 12.     | 12      | Франциска Хилдебранд       | Немачка      | 00:54 | 32:36,5 | 3 (2+1+0+0)     | +2:01,2   |
| 13.     | 5       | Ванеса Хинц                | Немачка      | 00:40 | 32:41,4 | 4 (1+1+2+0)     | +2:06,1   |
| 14.     | 36      | Надежда Скардино           | Белорусија   | 02,02 | 32:42.7 | 1 (0+0+1+0)     | +2:07,4   |
| 15.     | 18      | Доротеа Вијерер            | Италија      | 01,14 | 32:48,4 | 5 (2+2+1+0)     | +2:13,1   |
| 16.     | 8       | Ирене Кадуриш              | Швајцарска   | 00,46 | 32:52,8 | 4 (0+0+3+1)     | +2:17,5   |
| 17.     | 17      | Ирина Кривко               | Белорусија   | 01,11 | 32:54,0 | 2 (1+0+0+1)     | +2:18,7   |
| 18.     | 14      | Вита Семеренко             | Украјина     | 00,55 | 32:54,4 | 4 (2+1+1+0)     | +2:19,1   |
| 19.     | 53      | Розана Крофорд             | Канада       | 02,23 | 33:03,0 | 2 (0+0+1+1)     | +2:27,7   |
| 20.     | 30      | Галина Вишњевска           | Казахстан    | 01,46 | 33:05,9 | 1 (0+0+1+0)     | +2:30,6   |
| 21.     | 37      | Лин Персон                 | Шведска}     | 02,05 | 33:21,7 | 3 (1+0+1+1)     | +2:46,4   |
| 22.     | 25      | Кајса Мекерејнен           | Финска       | 01,30 | 33:22,2 | 6 (0+3+3+0)     | +2:46,9   |
| 23.     | 23      | Џесика Јислова             | Чешка        | 01,23 | 33:24,3 | 3 (0+1+1+1)     | +2:49,0   |
| 24.     | 16      | Анајс Шевалије             | Француска    | 01,09 | 33:28.0 | 5 (3+0+0+2)     | +2:52.7   |
| 25.     | 15      | Маркета Давидова           | Чешка        | 00,57 | 33:29.8 | 6 (1+2+1+2)     | +2:54.5   |
| 26.     | 22      | Јохана Талихерм            | Естонија     | 01,21 | 33:34,7 | 4 (0+1+2+1)     | +2:59,4   |
| 27.     | 4       | Мари Дорен Абер            | Француска    | 00,33 | 33:37.8 | 7 (2+0+2+3)     | +3:02.5   |
| 28.     | 40      | Џулија Рансом              | Канада       | 02,08 | 33:38,3 | 1 (0+0+0+1)     | +3:03,0   |
| 29.     | 35      | Елизабет Хегберг           | Шведска      | 02,00 | 33:45,1 | 2 (1+0+1+0)     | +3:09,8   |
| 30.     | 34      | Вероника Новаковска        | Пољска       | 01,57 | 33:46,2 | 2 (0+1+1+0)     | +3:10,9   |
| 31.     | 20      | Татјана Акимова            | Русија (ОАР) | 01,18 | 33:50,8 | 4 (1+1+0+2)     | +3:15,5   |
| 32.     | 43      | Ева Пудкарчикова           | Чешка        | 02,14 | 33:53,8 | 3 (2+1+0+0)     | +3:18,5   |
| 33.     | 39      | Бајба Бендика              | Летонија     | 02,08 | 33:59,4 | 3 (1+0+2+0)     | +3:24,1   |
| 34.     | 10      | Жистин Брезаз              | Француска    | 00,48 | 34:08,0 | 7 (0+2+1+4)     | +3:32,7   |
| 35.     | 31      | Елиза Гаспарин             | Швајцарска   | 01,46 | 34:11,2 | 5 (2+2+1+0)     | +3:35,9   |
| 36.     | 28      | Кристина Гузик             | Пољска       | 01,37 | 34:24,3 | 4 (1+1+1+1)     | +3:49,0   |
| 37.     | 9       | Дарја Домрачева            | Белорусија   | 00,46 | 34:26,8 | 6 (0+1+1+4)     | +3:51,5   |
| 38.     | 11      | Паулина Фијалкова          | Словачка     | 00,51 | 34:33,6 | 8 (2+2+2+2)     | +3:58,3   |
| 39.     | 41      | Селина Гаспарин            | Швајцарска   | 02,12 | 34:40,2 | 5 (2+2+1+0)     | +4,04,9   |
| 40.     | 29      | Катарина Инерхофер         | Аустрија     | 01,45 | 34:41,2 | 5 (1+2+0+2)     | +4,05,9   |
| 41.     | 50      | Синеве Солендал            | Норвешка     | 02,18 | 34:45,5 | 4 (1+0+2+1)     | +4,10,2   |
| 42.     | 59      | Ингрид Ландмарк Трандеволд | Норвешка     | 02,43 | 34,56,8 | 4 (0+3+1+0)     | +4:21,5   |
| 43.     | 45      | Моника Хојниш              | Пољска       | 02,14 | 35:05,6 | 4 (1+1+2+0)     | +4:30,3   |
| 44.     | 52      | Надежда Писарева           | Белорусија   | 02,23 | 35:10,3 | 3 (2+0+0+1)     | +4:35,0   |
| 45.     | 38      | Џанг Јен                   | Кина         | 02,08 | 35:16,7 | 3 (3+0+0+0)     | +4:41,4   |
| 46.     | 55      | Анастасија Меркушина       | Украјина     | 02,26 | 35:30,4 | 5 (0+2+2+1)     | +4:55,1   |
| 47.     | 51      | Емили Дрејсигекер          | САД          | 02,21 | 35:36,7 | 4 (0+1+1+2)     | +5:01,4   |
| 48.     | 44      | Никол Гонтијер             | Италија      | 02,14 | 35:37,6 | 7 (3+1+1+2)     | +5:02,3   |
| 49.     | 56      | Магдалена Гвиздоњ          | Пољска       | 02,30 | 36:07,0 | 5 (1+2+2+0)     | +5:31,7   |
| 50.     | 32      | Ана Фролина                | Јужна Кореја | 01,51 | 36:14,2 | 8 (1+2+2+3)     | +5:38,9   |
| 51.     | 47      | Ања Ержен                  | Словенија    | 02,15 | 36:22,6 | 7 (0+2+2+3)     | +5:47,3   |
| 52.     | 33      | Уљана Кајшева              | Русија (ОАР) | 01,52 | 36:33,6 | 5 (0+2+2+1)     | +5:58,3   |
| 53.     | 54      | Ема Лундер                 | Канада       | 02,24 | 36:52,1 | 4 (0+1+1+2)     | +6:16,8   |
| 54.     | 49      | Сари Фуруја                | Јапан        | 02,15 | 37:02,1 | 5 (2+1+1+1)     | +6:26,8   |
| 55.     | 60      | Емилија Јорданова          | Бугарска     | 02,44 | 37:04,3 | 6 (2+1+3+0)     | +6:29,0   |
| 56.     | 42      | Фијуко Тачизаки            | Јапан        | 02,14 | 37:07,9 | 7 (2+0+2+3)     | +6:32,6   |
| 57.     | 58      | Дарија Климина             | Казахстан    | 02,42 | 38:00,0 | 8 (1+1+3+3)     | +7:24,7   |
| 58.     | 48      | Дуња Здоуц                 | Аустрија     | 02,15 | 38:39,1 | 8 (1+3+1+3)     | +8:03,8   |
| 59      | 46      | Ваљ Семеренко              | Украјина     | 02,15 | НС      | НС              | НС        |
| 60      | 57      | Меган Тенди                | Канада       | 02,37 | НС      | НС              | НС        |